# David Koepp
Pour les articles homonymes, voir Koepp.
 (août 2021).
Si vous disposez d'ouvrages ou d'articles de référence ou si vous connaissez des sites web de qualité traitant du thème abordé ici, merci de compléter l'article en donnant les références utiles à sa vérifiabilité et en les liant à la section « Notes et références ».
David Koepp, né le 9 juin 1963 à Pewaukee (Wisconsin), est un scénariste, producteur et réalisateur américain.
Il est le sixième scénariste le plus populaire de tous les temps en matière de recettes au box-office aux États-Unis avec un total brut de plus de 2,3 milliards de dollars. Il écrit également des romans de science-fiction.
David Koepp a atteint le succès critique et commercial dans une grande variété de genres : thriller, science-fiction, comédie, action, drame, crime, super-héros, horreur, aventure et fantaisie.
Parmi les films les plus connus qu'il a écrits, citons les films d'aventures de science-fiction Jurassic Park (1993), Le Monde perdu : Jurassic Park (1997), Indiana Jones et le Royaume du Crâne de cristal (2008) ; les films d'espionnage Mission: Impossible (1996) et The Ryan Initiative (2014) ; le film de super-héros Spider-Man (2002) ; le film catastrophe de science-fiction La Guerre des mondes (2005) et le thriller Anges et Démons (2009).
David Koepp a réalisé plusieurs films au cours de sa carrière.

## Carrière
David Koepp est né à Pewaukee, Wisconsin, d'une mère thérapeute familiale, et Donald Koepp, qui possédait une société d'affichage. Alors qu'il étudiait à l'école secondaire Kettle Moraine au Pays de Galles, au Wisconsin, il travaillait les soirs et les fins de semaine au restaurant McDonald's à Delafield. Il a reçu son baccalauréat en cinéma de l'UCLA.
En tant qu'écrivain, David Koepp a travaillé sur des films hollywoodiens à succès tels que Jurassic Park, Mission: Impossible et Spider-Man. Il a eu une apparition en tant que Unlucky Bastard, un personnage mineur dévoré par un T. rex errant dans San Diego dans Le Monde Perdu: Jurassic Park, dont il a co-écrit et a été directeur de la deuxième unité. Bien qu'il n'ait pas écrit Jurassic Park III, il a conçu l'histoire de base du film. Il a par la suite décliné l'offre d'écrire un scénario pour le quatrième film de la série, Jurassic World, car il sentait qu'il n'avait plus rien à apporter à la série.
David Koepp aurait été payé 4 000 000 $ pour son scénario de Panic Room. Il a écrit le scénario d'Indiana Jones et du Royaume du Crâne de Cristal et a coécrit et réalisé Ghost Town avec Ricky Gervais et Greg Kinnear.
Le travail de David Koepp en tant que réalisateur n'a pas eu le même succès au box-office. Ses films incluent Secret Window, Stir of Echoes et The Trigger Effect.
David Koepp a également travaillé à la télévision, créant la série 2002 Hack avec David Morse.
En 2012, David Koepp a réalisé Premium Rush, qu'il a coécrit avec John Kamps. Dans un procès en août 2011, Joe Quirk, l'auteur du roman The Ultimate Rush de 1998, a accusé David Koepp et les fabricants de Premium Rush de violation du droit d'auteur. Le 2 avril 2013, le juge Richard Seeborg du district américain a rejeté cette affaire, concluant que les deux œuvres n'étaient pas substantiellement similaires.
Le 17 février 2013, David Koepp a reçu le prix Ian McClellan Hunter du WGA East pour la réalisation de sa carrière.
Le 10 juillet 2013, Lionsgate aurait acheté le roman policier The Great Mortdecai Moustache Mystery, écrit par Kyril Bonfiglioli. David Koepp a réalisé le film, intitulé Mortdecai, à partir d'un script par Eric Aronson, Johnny Depp a joué le rôle principal de Charlie Mortdecai, et le film a également présenté Gwyneth Paltrow, Ewan McGregor et Paul Bettany. David Koepp a adapté le roman de Marcus Sakey, Brilliance, qui sera interprété par Will Smith et Noomi Rapace.
Le 15 mars 2016, la Walt Disney Company annonce un cinquième épisode de la saga Indiana Jones, avec David Koepp comme scénariste,. En juin 2018, Koepp se retire finalement du projet en raison de son engagement dans You Should Have Left, un film d'horreur dramatique dont il est le scénariste et le réalisateur.

## Vie personnelle
Il a une femme, Melissa et quatre enfants.

## Filmographie
Sauf indication contraire, les informations mentionnées dans cette section peuvent être confirmées par les bases de données cinématographiques  présentes dans la section « Liens externes ».

### Scénariste
- 1988 : Apartment Zero de Martin Donovan
- 1990 : Why Me? Un plan d'enfer (Why Me?) de Gene Quintano
- 1990 : Dark Angel de Craig R. Baxley (sous le pseudonyme de Leonard Maas Jr.)
- 1990 : Bad Influence de Curtis Hanson
- 1991 : L'École des héros (Toy Soldiers) de Daniel Petrie Jr.
- 1992 : La mort vous va si bien (Death Becomes Her) de Robert Zemeckis
- 1993 : Jurassic Park de Steven Spielberg
- 1993 : L'Impasse (Carlito's Way) de Brian De Palma
- 1994 : Le Journal (The Paper) de Ron Howard
- 1994 : The Shadow de Russell Mulcahy
- 1994 : Suspicious (court métrage)
- 1996 : Mission impossible (Mission: Impossible) de Brian De Palma
- 1996 : Réactions en chaîne (The Trigger Effect) de lui-même
- 1997 : Le Monde perdu : Jurassic Park (The Lost World: Jurassic Park) de Steven Spielberg
- 1998 : Snake Eyes de Brian De Palma
- 1999 : Hypnose (Stir of Echoes) de lui-même
- 2002 : Panic Room de David Fincher
- 2002 : Spider-Man de Sam Raimi
- 2002 : Le Justicier de l'ombre (Hack) (série télévisée)
- 2004 : Fenêtre secrète (Secret Window) de lui-même
- 2005 : La Guerre des mondes (War of the Worlds) de Steven Spielberg
- 2005 : Zathura : Une aventure spatiale (Zathura: A Space Adventure) de Jon Favreau
- 2008 : Indiana Jones et le Royaume du crâne de cristal (Indiana Jones and the Kingdom of the Crystal Skull) de Steven Spielberg
- 2008 : La Ville fantôme (Ghost Town) de lui-même
- 2009 : L'Attaque du métro 123 (The Taking of Pelham 1 2 3) de Tony Scott (non crédité)
- 2009 : Anges et Démons de Ron Howard
- 2012 : Premium Rush de lui-même
- 2012 : Men in Black 3 de Barry Sonnenfeld (script doctor - non crédité)
- 2013 : The Ryan Initiative (Jack Ryan: Shadow Recruit) de Kenneth Branagh
- 2016 : Inferno de Ron Howard
- 2017 : La Momie (The Mummy) d'Alex Kurtzman
- 2020 : You Should Have Left de lui-même
- 2022 : KIMI de Steven Soderbergh
- 2023 : Indiana Jones et le Cadran de la destinée (Indiana Jones and the Dial of Destiny) de James Mangold
- 2024 : Presence de Steven Soderbergh
- 2025 : The Insider (Black Bag) de Steven Soderbergh
- 2025 : Jurassic World : Renaissance (Jurassic World Rebirth) de Gareth Edwards
- Prévu en 2025 : Cold Storage de Jonny Campbell
- Prévu en 2026 : Disclosure de Steven Spielberg

### Producteur
- 1988 : Apartment Zero de Martin Donovan (producteur)
- 1994 : Le Journal (The Paper) de Ron Howard (coproducteur)
- 2002 : Panic Room de David Fincher (producteur)
- 2002 : Le Justicier de l'ombre (Hack) (série télévisée) (producteur exécutif)
- 2003 : Suspense (téléfilm) (producteur exécutif)
- 2022 : KIMI de Steven Soderbergh
- 2024 : Presence de Steven Soderbergh
- 2024 : The Insider (Black Bag) de Steven Soderbergh

### Réalisateur
- 1994 : Suspicious (court métrage)
- 1996 : Réactions en chaîne (The Trigger Effect)
- 1999 : Hypnose (Stir of Echoes)
- 2003 : Suspense (téléfilm)
- 2004 : Fenêtre secrète (Secret Window)
- 2008 : La Ville fantôme (Ghost Town)
- 2012 : Premium Rush
- 2015 : Charlie Mortdecai (Mortdecai)
- 2020 : You Should Have Left

### Acteur
- 1997 : Le Monde perdu : Jurassic Park (The Lost World : Jurassic Park) de Steven Spielberg : l'homme dévoré devant le magasin vidéo

## Romans
- Spider-Man, Fleuve noir, 2002 ((en) Spider-Man, 2002), trad. Marianne Bouvier, 384 p.  (ISBN 2-265-07385-7)Écrit avec Peter David.
- (en) War of the Worlds: The Shooting Script, 2005Écrit avec Josh Friedman.
- Chambre froide, HarperCollins, 2019 ((en) Cold Storage, 2019), trad. Thibaud Eliroff, 352 p.  (ISBN 979-10-339-0438-0)
- Aurora, J'ai lu, coll. « Nouveaux Millénaires », 2023 ((en) Aurora, 2022), trad. Hélène Collon, 288 p.  (ISBN 978-2-290-38278-3)